# ۶۳۲ (خورشیدی)
۶۳۲ ششصد و سی و دومین سال هجری خورشیدی است.